# Otto Waalkes
Otto Waalkes, anche noto solo come Otto e, in passato come Der Kleine Ottili (Emden, 22 luglio 1948), è un cantante, showman, attore, nonché sceneggiatore, regista, cabarettista, cantautore, fumettista e doppiatore tedesco.

## Biografia
Otto nacque il 22 luglio 1948 a Emden (Germania Ovest), figlio del pittore e decoratore Karl Waalkes (1912–1993).
Crebbe nel quartiere di Transvaal in una famiglia attivamente battista, la sua prima apparizione pubblica fu a 11 anni dove si esibì in una cover della canzone Baby Sittin' Boogie di Johnny Parker e vinse una borsa di studio.
Ha iniziato la carriera durante gli anni universitari, esibendosi con una band e in seguito da solista come cantante di canzoni comiche dai temi espliciti, satirici e surreali, che durante gli spettacoli intervallava a monologhi dello stesso tenore – era noto inizialmente per i suoi schizzi vagamente ispirati a quelli di Woody Allen.
Nel 1964 formò la band The Rustlers (di cui era il frontman), che si esibiva in cover dei Beatles e organizzava tour locali in giro per la Frisia Orientale.
Inizialmente suonava la chitarra per pagare i suoi studi all'università di Amburgo e in alcuni casi faceva cadere il microfono per poi scusarsi, che divenne una gag delle sue esibizioni – passò da club a club, prima al Danny's Pan, poi all'Onkel Pö e alla Westfalenhalle.
A dargli la popolarità nazionale è stata nel 1972 la partecipazione in un ruolo di supporto a un concerto dei cantanti Udo Lindenberg e Marius Müller-Westernhagen, da cui è stato estratto un album di grande successo, al concerto incontrò Otto Mertens, suo futuro manager che fonderà con lui l'etichetta Rüssl Räckords.
Col Die Otto-Show (1973), in cui apparve anche Peter Horton, ha dato inizio alla sua carriera televisiva, fatta di one-man-show e programmi evento; il programma era gestito da Robert Gernhard, incontrato lo stesso anno, che sarà un suo attivo collaboratore.
Nel 1975 ha creato gli "Ottifant", sorta di elefanti protagonisti di diversi libri a fumetti, in seguito adattati in una serie d'animazione, di un film (Kommando Störtebeker, 2001) nonché di svariati oggetti di merchandise. Nel 2017 gli Ottifant sono stati onorati da una serie di francobolli da 70 centesimi.
Sempre nel 1975 ricevette il primo disco d'oro per il suo LP chiamato Otto e ne riceverà altri lungo gli anni.
Tra gli anni 1970 e 1980 partecipò a molti spettacoli e pubblicò diversi album – diresse il programma Ronny's Pop Show per ZDF e pubblicò il suo primo libro (Das Buch OTTO), apparve all'opera di stato di Amburgo e aprì il Dat Otto Huus a Emden, oggi un museo in suo onore.
Il 21 novembre 1980 accade il grande incendio all'MGM Grand Hotel Casino di Las Vegas, uno degli incendi statunitensi peggiori del periodo recente, Otto Waalkes si trovava nell'edificio e riuscì a salvarsi.

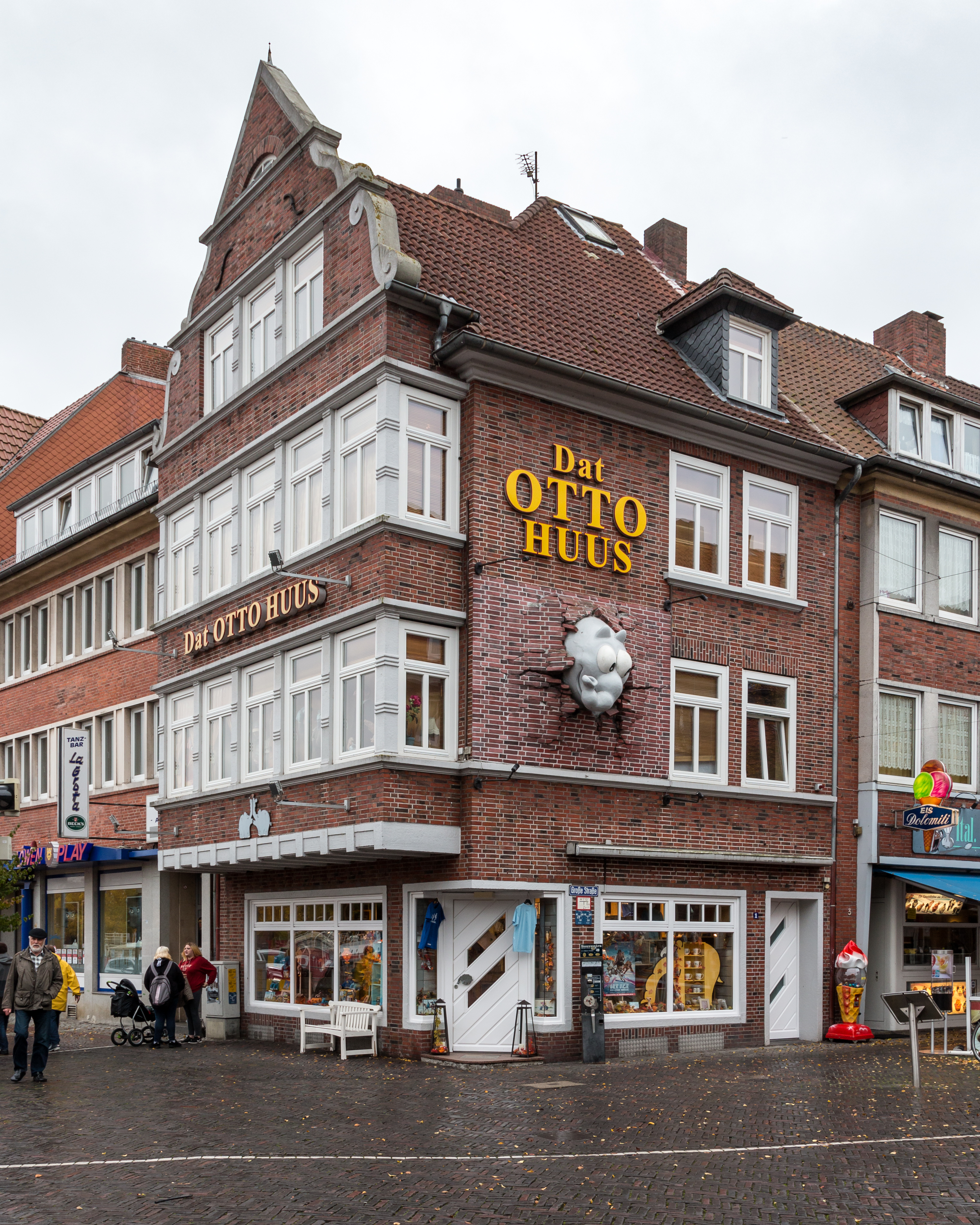
Dat Otto Huus

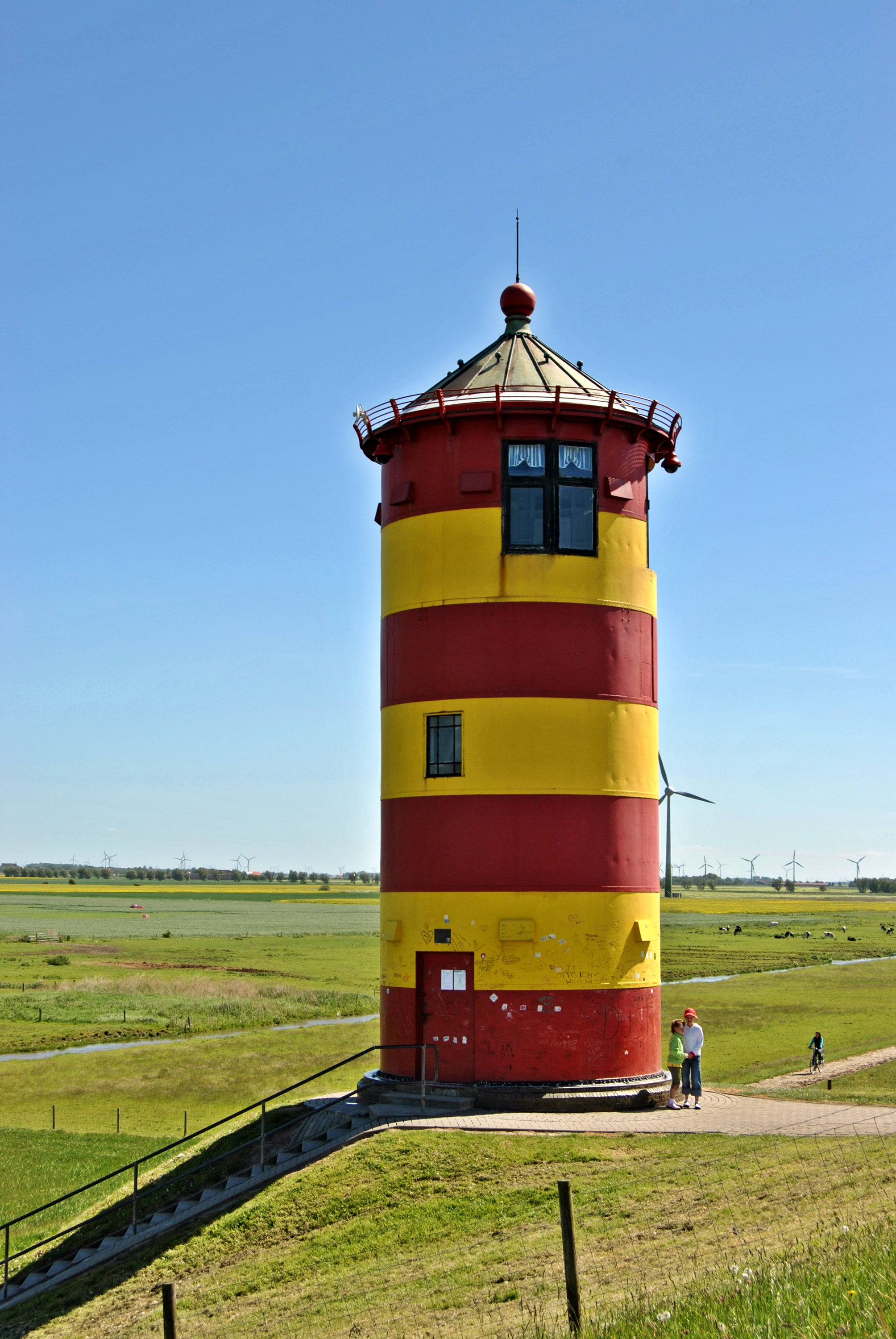
Faro di Pilsum (Krummhörn) usato come appartamento di Otto nel film Otto – Der Außerfriesische (1989), diventato famoso grazie al film.

Nel 1985 ha esordito al cinema come attore, co-sceneggiatore e co-regista di Otto - Der Film, diventato il film più visto della stagione in Germania Ovest: ne verranno poi realizzati tre sequel. A partire dagli anni '90 è molto attivo come doppiatore.
Nel 1992 formò la Band Otto & the Friesenjungs, il cui debutto arrivò durante l'esibizione alla Porta di Brandeburgo; dopo un breve ritiro dalla filmografia tornò esibendosi in Otto – The Series, che consisteva in ricolorazioni di vecchi film di Edgar Wallace, ma ha ricevuto bassi ascolti.
Nei primi anni 2000 intraprese una carriera nel doppiaggio, prestando la voce al personaggio Sid de L'era glaciale in tedesco più volte.
Nel 2004 ha diretto il film 7 Zwerge (Sette Nani) e il relativo sequel che furono campioni d'incassi e gli valsero un premio.
Tra il 2007 e il 2008 ha intrapreso un tour in tutta la Germania intitolato Otto – Das Original, che ha avuto grande successo.
Nel 2015 interpretò un personaggio nel film Aiuto, ho ristretto la Prof! e i relativi sequel, fu poi invitato a una puntata speciale di ZDF con altre personalità di spicco.
Nel 2020 ha interpretato il protagonista nel remake della serie Catweazle.
Nel 2023 ha collaborato al singolo Friesenjung insieme a Joost Klein e Ski Aggu, remix di una sua canzone omonima del 1993 che a sua volta è una parodia di Englishman in New York di Sting; nello stesso anno il Global Gate di Amburgo è stato decorato con alcuni schizzi di Otto e alcuni "Ottifant".

## Vita privata
Di religione battista, Otto Waalkes ha un figlio, Benjamin Karl Otto Gregory, datogli dalla prima moglie Manuela. In seconde nozze ha sposato Eva Hassmann, ma dopo qualche tempo il rapporto è diventato coppia aperta. Entrambi i matrimoni si sono conclusi col divorzio.
Negli anni 1970 ha vissuto in un appartamento condiviso ad Amburgo-Winterhude (Villa Kunterbunt) insieme ad altre grandi personalità tedesche, mentre oggi vive ad Amburgo-Blankenese.

## Controversie
- Nel 2015, 35 anni dopo l'uscita di Otto – Der Film, è stata discussa una scena nel film dove viene usato il termine negro; Otto è stato accusato di razzismo, ma la casa di produzione ha respinto l'accusa vedendola come un malinteso, e che "la sola menzione di certi termini" non sia abbastanza per rafforzare l'accusa; Otto non ha mai risposto alle accuse[4].

- Nel 2016 Waalkes ha diminuito le entrate del suo nuovo tour senza avvisare il produttore Otto Mertens; questo portò a un litigio tra i due che è finito in tribunale, con Mertens che lo citò per il pagamento di oltre 50,000 euro, nel 2021 ha ritirato le accuse ed è stato raggiunto un accordo extragiudiziale.[5]

- Nel 2023, l'emittente WDR ha rilasciato le registrazioni di alcuni episodi provenienti dall'Otto Show, precedendo le registrazioni da un avviso che diceva "Questo programma, come parte della storia della televisione tedesca, verrà mostrato in forma originale; contiene passaggi che oggi sono considerati potenzialmente discriminatori", Otto risponderà a questa accusa durante i titoli di testa di una puntata dell'Heute Show.[6]

## Filmografia

### Film
- Otto – Der Film (1985), regia sua e di Xaver Schwarzenberger
- Otto – Der neue Film (1987), regia sua e di Xaver Schwarzenberger
- Otto – Der Außerfriesische (1989), regia sua e di Marijan David Vajda
- Otto – Der Liebesfilm (1992), regia sua e di Bernd Eilert
- St. Pauli Nacht (1999), regia di Sönke Wortmann
- Otto – Der Katastrofenfilm (2000), regia di Edzard Onneken
- Kommando Störtebeker (2001), regia di Ute von Münchow-Pohl e Toby Genkel
- 7 Zwerge – Männer allein im Wald (2004), regia di Sven Unterwaldt
- Crazy Race 2 – Warum die Mauer wirklich Fiel (2004), regia di Christoph Schrewe
- 7 Zwerge – Der Wald ist nicht genug (2006), regia di Sven Unterwaldt
- Otto's Eleven (2010), regia di Sven Unterwaldt Jr.
- Die Siebten Zwerge (2014), regia di Boris Aljinovic e Harald Siepermann
- Kartoffelsalat (2015), regia di Michael David Pate
- Aiuto, ho ristretto la prof! (Hilfe, ich hab meine Lehrerin geschrumpft, 2015), regia di Sven Unterwaldt
- Aiuto, ho ristretto mamma e papà! (Hilfe, ich hab meine Eltern geschrumpft, 2018), regia di Tim Trageser
- Catweazle (2020), regia di Sven Unterwaldt Jr.
- Aiuto, ho ristretto i miei amici! (Hilfe, ich hab meine Freunde geschrumpft, 2021), regia di Granz Henman

## Televisione
- Otto Show (1973)
- Otto – MCVKIIRVII (1974)
- Otto – Die Dritte Program (1975)
- Otto IV (1976)
- Otto V (1977)
- Otto VI (1978)
- Otto VII (1979)
- So ein Otto (1981)
- Ein neues Program von und mit Otto Waalkes (1981)
- Ronny's Pop Show (1982-1990)
- Hilfe, Otto kommt! (1983)
- Ottos Ottifanten (1993)
- Otto – Die Serie (1994)
- Otto – Mein Ostfriesland und mehr, Ein Star und seine Stadt  (2001)
- Happy Otto! Wir haben Grund zum Feiern (2008)
- Otto die Super-Friese (2012)
- Otto Fröhliche – Advent, Advents mit Otto und Friends (2021)
- LOL: Last One Laughing (2024)

## Doppiaggio
- Bruno Bommel in Otto's Ottifanten (1993)
- Bruno Bommel e il pappagallo Störtebeker in Kommando Störtebeker (2001)
- Mushu in Mulan (1998-2005)
- Sid in L'era glaciale (2002-2022)
- Mushu in Kingdom Hearts (2002)
- Feldmaresciallo Kaiserschmarrn in Lissi e l'Imperatore Selvaggio (2007)
- Bubi in 7 Zwerge (2016)
- Il Grinch in Il Grinch (2018)

## Discografia parziale

### Album
- 1973 – Otto
- 1974 – Otto (Die Zweite)
- 1975 – Oh, Otto
- 1976 – Otto (Das Vierte Programm)
- 1977 – Das Wort zum Montag
- 1978 – Ottocolor
- 1979 – Der Ostfriesische Gotterböte
- 1981 – Otto versaut Hamburg
- 1983 – Hilfe, Otto kommt!
- 1993 – Das Allerbeste
- 1996 – Das Live Album
- 1998 – ...Einen hab ich noch!
- 2004 – Otto - Die Erste 15 Jahre
- 2006 – 7 Zwerge - Steh' auf, wenn du auf Zwerge stehst
- 2014 – Cool und Locker
- 2020 – Das Ultimative Jubiläums-Best-Of (con Jürgen Drews e altri artisti)

### Singoli
- 1973 – Der Tarzanruf
- 1974 – Cowboy Rocker
- 1979 – Klein Otti
- 1979 – Otto Travolta
- 1981 – Geschichten aus Wybelsum
- 1984 – Der Babysitter-Boogie
- 1993 – The Bell (con Mike Oldfield)
- 1993 – Friesenjung
- 1995 – Otti-Rave (Drunt im Tal)
- 1998 – Sei Ein Mann (con Stefan Erz)
- 2000 – Only U
- 2006 – Eiszeit Song
- 2012 – Mein bester Freund
- 2014 – Willkommen im Eiszeit-Express
- 2016 – Dr. U und Dr. O
- 2016 – In the Christmas Bakery (con Rolf Zuckowski)
- 2018 – Wir haben Grund zum Feiern
- 2020 – Mexico (con Jürgen Drews)
- 2021 – Elektriktrick
- 2023 – Friesenjung (con Joost Klein & Ski Aggu)

## Opere letterarie
- Das Buch OTTO (1980)
- Das Zweite Buch OTTO (1984)
- Otto – Das Buch des Frisien (2002)
- Otto – Das Werk (2008)
- Ganz Große Kunst, Fünfundsiebzig Meisterwärke (2023)

## Curiosità
- È stato lo sponsor della squadra ufficiale di calcio Kickers Emden
- Un gioco chiamato Die Ottifanten è stato pubblicato nel 1993 per il Mega Drive
- Ha fatto apparizioni in alcune pubblicità per l'azienda Euronics nel 2006
- Ha dato il nome a un rododendro che si trova a Wiefelstede
- Ha pubblicato 3 audiolibri: Peter und der Wolf (2001), Hilfe, ich hab mein Eltern geschrumpft (omonimo del film, 2018) e Mulan (2023)
- Ha prodotto i videoclip per alcune canzoni di altri artisti come Sven Unterwaldt

## Premi

### Dischi
- 1974 – Disco d'Oro per Otto (1973)
- 1975 – Doppio Disco d'Oro per Oh, Otto (1975)
- 1979 – Disco di Platino per Der Ostfriesische Gotterböte (1979)
- 1979 – Triplo Disco d'Oro per Der Ostfriesische Gotterböte (1979)

### Riconoscimenti
- 1976 – Bambi Award per Otto IV (1976)
- 1977 – HÖRZU Golden Camera per Otto V (1977)
- 1978 – Golden Elephant per Ottocolor (1978)
- 1979 – Golden Westfalenhalle per Der Ostfriesische Gotterböte (1979)
- 1982 – Bambi Award per Otto versaut Hamburg (1981)
- 1984 – Adolf Grimme Award per Hilfe, Otto kommt! (1993)
- 2006 – Golden Screen per 7 Zwerge – Der Wald ist nicht genug (2006)
- 2003 – Golden Europe Award
- 2005 – Premio della Commedia Tedesca per 7 Zwerge – Männer allein im Wald (2004)
- 2007 – Grande festival di Cabaret per Cabaret, Commedia e Musica (premio onorario)
- 2014 – Blue Panther Award (premio onorario)
- 2018 – Premio Cabaret Bavarese (premio onorario)
- 2018 – Gallina d'Oro
- 2018 – Premio Sonderman
- 2022 – Premio Regionale della Bassa Sassonia
- 2023 – 1° Live Krone per Friesenjung (2023)

### Onorificenze
- Il 22 luglio 2023, giorno del suo 75º compleanno, è stato pubblicamente onorato dal presidente federale della Germania, Frank Walter Steinmeier a Francoforte.